# Хронологија Народноослободилачке борбе септембар 1943.
Хронолошки преглед важнијих догађаја везаних за Народноослободилачку борбу народа Југославије, који су се десили током септембра месеца 1943. године:
| ← август | ← август | ← август | ← август | ← август | ← август | ← август | ← август | Хронологија Народноослободилачке борбе у 1943. | Хронологија Народноослободилачке борбе у 1943. | Хронологија Народноослободилачке борбе у 1943. | Хронологија Народноослободилачке борбе у 1943. | Хронологија Народноослободилачке борбе у 1943. | Хронологија Народноослободилачке борбе у 1943. | Хронологија Народноослободилачке борбе у 1943. | Хронологија Народноослободилачке борбе у 1943. | Хронологија Народноослободилачке борбе у 1943. | Хронологија Народноослободилачке борбе у 1943. | Хронологија Народноослободилачке борбе у 1943. | Хронологија Народноослободилачке борбе у 1943. | Хронологија Народноослободилачке борбе у 1943. | Хронологија Народноослободилачке борбе у 1943. | Хронологија Народноослободилачке борбе у 1943. | октобар → | октобар → | октобар → | октобар → | октобар → | октобар → | октобар → |
| 1        | 2        | 3        | 4        | 5        | 6        | 7        | 8        | 9                                              | 10                                             | 11                                             | 12                                             | 13                                             | 14                                             | 15                                             | 16                                             | 17                                             | 18                                             | 19                                             | 20                                             | 21                                             | 22                                             | 23                                             | 24        | 25        | 26        | 27        | 28        | 29        | 30        |

### 8. септембар
- Објављена је безусловна капитулација фашистичке Краљевине Италије. Јединице НОВ и ПОЈ и су за неколико дана успеле да разоружају главнину свих италијанских окупационих снага на подручју Југославије, а највише на подручју Далмације и Словеније. Разоружане су дивизије — „Изонцо”, „Качатори деле Алпи”, „Ломбардија”, „Мурђе”, „Мачерата”, „Челере”, „Бергамо” и „Сфорческа”, као и мањи делови дивизија — „Фиренце”, „Ферера”, „Месина”, „Зара”, „Ђулија”, „Торино” и „Пуље”. На овај начин НОВ и ПОЈ је дошла до већих количина наоружања и друге војне опреме, а на страну НОВЈ је прешла главнина дивизије „Венеција”, као и делови дивизије „Тауринензе” од којих је 2. децембра 1943. формирана италијанска партизанска дивизија „Гарибалди”, која је била под командом Другог ударног корпуса.[1]
- Одлуком Врховног штаба НОВ и ПОЈ поново формирана Девета далматинска дивизија, која је првобитно била формирана 13. фебруара 1943. под називом Прва далматинска дивизија, али је услед претрпљених губитака у бици на Неретви 12. априла исте године била расформирана. У састав обновљене дивизије ушле су Прва и Трећа далматинска бригада, а пар дана касније је ушла и Четврта далматинска бригада. У знак признања за постигнуте успехе у борбама, децембра 1944. проглашена је ударном. За команданта дивизије именован је Анте Банина, а за политичког комесара Едуард Сантини.[1]

### 9. септембар
- Врховни командант НОВ и ПОЈ Јосип Броз Тито поводом капитулације Италије упутио депешу Главном штабу НОВ и ПО Хрватске и Главном штабу НОВ и ПО Словеније — да ступе у везу са штабовима италијанских јединица ради предаје оружја и евентуалне сарадње у борби против немачких снага, као и да упуте прогласе у којима ће позвати припаднике Хрватског домобранства и словеначке Беле гарде на предају и сарадњи.[1]
- Врховни командант НОВ и ПОЈ Јосип Броз Тито поводом капитулације Италије упутио депешу Штабу Друге пролетерске дивизије — са италијанским јединицама преговарати о предаји оружја или заједничкој борби против немачких снага, као и најхитније предузети мобилизацију у Санџаку, Црној Гори и Херцеговини.[1]

### 10. септембар
- Наредбом Врховног штаба НОВ и ПОЈ формиран је Други ударни корпус, у чији су састав ушли Друга пролетерска и Трећа ударна дивизија. Командни састав корпуса су чили — командант Пеко Дапчевић, политички комесар Митар Бакић и начелник Штаба Рудолф Приморац. Одмах по формирању Врховни штаб је Штабу Другог корпуса издао наређење да формира маневарску групу која би из рејона Калиновика садејствовала са Трећим босанским корпусом у борбама око Сарајева, а да Другу пролетерску дивизију упути у Санџак, а Пету црногорску бригаду у Црну Гору.[1]

### 16. септембар
- У току ноћи 16/17. септембра падобраном се на Гламочко поље спустила група британских официра на челу са бригадним генералом Фицројем Маклејном, шефом Савезничке војне мисије при НОВЈ (мисија је овај назив имала све до фебруара 1944, када је због доласка совјетска војна мисија била преименована у Англо-америчку војну мисију). Након спуштања, они су били прихваћени од партизана и одведени у Јајце, где се тада налазио Врховни штаб НОВ и ПОЈ. Ту су им се прикључили дотадашње британско Одељење за везу и америчка Посматрачка група, које су раније дошле у Југославију.[1][2]

### 27. септембар
- У близини села Јабука, код Пријепоља, у четничкој заседи, којом је командовао четнички мајор Ђорђије Лашић, погинуо Бошко Буха (1926—1943), борац-бомбаш Четвртог ужичког батаљона Друге пролетерске бригаде и Богдан Радан (1914—1943), командир болнице Друге пролетерске бригаде. Буха је после рата проглашен за народног хероја.[3]